# Meganisi
Meganisi o Meganissi (del griego, moderno: Μεγανήσι, literalmente isla grande), y escrito también en las antiguas formas: Meganision y Meganission es una isla griega y el municipio inmediatamente al sureste de la isla de Lefkada. El municipio incluye las islas de Skorpios (población: 2 personas) y Spárti. Su población total fue de 1.092 en el censo de 2001.
La isla tiene tres pueblos: el pueblo central de Katomeri (población 492) y los puertos de Vathy (145) y Spartochori (453 habitantes). También hay un puerto en la Bahía de Atheni utilizado principalmente por los barcos de pesca. Meganisi está conectado con Lefkada por un servicio de ferry desde Vathy y Spartochori. Meganisi tiene una escuela, un liceo (escuela media), bancos, iglesias y pocas plazas (plateies). La isla no tiene escuela secundaria, por lo que los alumnos asisten a la escuela más cercana en Nydri, en Lefkada.